# Torneo de Buenos Aires 2014
La Copa Claro 2014 es un torneo de tenis que pertenece a la ATP en la categoría de ATP World Tour 250. Fue la trigésima séptima edición del torneo y se disputó del 10 al 16 de febrero de 2014 sobre polvo de ladrillo en el Buenos Aires Lawn Tennis Club, en Buenos Aires, Argentina.

## Distribución de puntos
| Modalidad            | Campeón | Finalista | Semifinales | Cuartos de final | 2ª ronda | 1ª ronda | Clasificados | 2ª ronda de clasificación | 1ª ronda de clasificación |
| Individual masculino | 250     | 165       | 100         | 50               | 25       | 0        | 13           | 7                         | 0                         |
| Dobles masculino     | 250     | 150       | 90          | 45               | 20       | 0        | -            | -                         | -                         |

AG                                                                              1.b

## Cabeza de serie

### Individuales masculinos
| Tenista           | Ranking | Preclasificado |
| David Ferrer      | 5       | 1              |
| Fabio Fognini     | 15      | 2              |
| Tommy Robredo     | 16      | 3              |
| Nicolás Almagro   | 18      | 4              |
| Marcel Granollers | 35      | 5              |
| Robin Haase       | 41      | 6              |
| Juan Mónaco       | 42      | 7              |
| Jérémy Chardy     | 44      | 8              |

- Ranking del 3 de febrero de 2014

### Dobles masculinos
| Tenista                           | Ranking | Preclasificado |
| Marcel Granollers Marc López      | 47      | 1              |
| Juan Sebastián Cabal Robert Farah | 94      | 2              |
| Olivier Marach Florin Mergea      | 97      | 3              |
| Pablo Cuevas Horacio Zeballos     | 100     | 4              |

- Ranking del 3 de febrero de 2014

## Campeones

### Individuales masculinos
David Ferrer venció a  Fabio Fognini por 6-4, 6-3

### Dobles masculinos
Marcel Granollers /  Marc López vencieron a  Pablo Cuevas /  Horacio Zeballos por 7-5, 6-4